# Militärflugplatz Lanvéoc-Poulmic

i7
i11
i13
Die Base aéronautique navale de Lanvéoc-Poulmic (BAN Lanvéoc-Poulmic) ist ein Militärflugplatz der französischen Aéronavale, der Marineflieger der Marine nationale. Die Basis liegt in der Region Bretagne im Département Finistère auf dem Gebiet der Gemeinde Lanvéoc. Sie ist die Heimatbasis der meisten französischen Bordhubschrauber.

## Geschichte
Bereits 1920 wurde der Standort bei Lanvéoc an der Rade de Brest von der französischen Marine als eine von 37 Stationen für den Betrieb von Wasserflugzeugen ausgewählt, deren Aufgabe die Überwachung der Küstengewässer war. Träger-Flugzeuge der Béarn nutzten Lanvéoc zusätzlich ab 1936 als Landbasis. Der Flugplatz für den Betrieb von Landflugzeugen wurde 1937 offiziell eingeweiht.
Von 1940 bis 1944 war die Basis in deutscher Hand. Nach Frankreichs Kapitulation am Ende des Westfeldzuges nutzte die Luftwaffe den Flugplatz als Fliegerhorst Brest-Süd. Die Sonderstaffel Trans Ozean verlegte Ende Juli 1940 mit wenigen Dornier Do 26 und Blohm & Voss Ha 139 von Travemünde in die Bretagne. Sie wurde Ende Januar 1941 aufgelöst. Bereits im September 1940 war als zweite hauptsächlich mit Flugbooten ausgerüstete Einheit die Seenotstaffel 1 aufgestellt worden, die bis in den Juli 1944 von hier aus operierte.
Brest-Süd war auch Basis von Landflugzeugen, anfangs insbesondere von Teilen der Jagdgeschwader 53 (Sommer 1940) und Jagdgeschwader 2 (Winter 1940/41), beide mit Messerschmitt Bf 109 ausgerüstet. Ebenfalls ab dem Sommer 1940 flogen Dornier Do 17, Junkers Ju 88, Heinkel He 111 und (ab 1941) Junkers Ju 88 der Wettererkundungsstaffel 2 (Wekusta 2) Aufklärungsflüge von Lanvéoc, später auch zur Entdeckung alliierter Schiffs-Konvois. Nachdem die Basis Anfang Januar 1942 bei einem Luftangriff des RAF Bomber Commands erheblich beschädigt worden war, verlegte die Wekusta 2 im Juli 1942 nach Nantes Château Bougon. Weitere mit zweimotorigen Flugzeugen ausgerüstete Verbände, die zeitweise in Lanvéoc lagen, waren Teile des Kampfgeschwaders 40 (He 111, Frühjahr 1941) des Fliegerführers Atlantik und des Zerstörergeschwaders 1 (Bf 110, zweite Jahreshälfte 1943).
Nach Befreiung der Gegend infolge der Schlacht um die Bretagne durch die US-Amerikaner wurde der Flugplatz an die französische Marine zurückgegeben. Sie nutzte ihn fortan als Stützpunkt einer Staffel von Verbindungs- und Transportflugzeugen, der Escadrille 1S. Neben Landflugzeugen wie Anson oder Morane 502 wurden auch Flugboote der Typen Sunderland und Walrus betrieben. Eine weitere Staffel, die Escadrille 50S diente der Schulung und war hierzu mit verschiedenen Luftfahrzeugtypen, unter anderem Junkers Ju 52, ausgerüstet. Der Betrieb von Flugbooten endete 1961 mit Außerdienststellung der Sunderland.

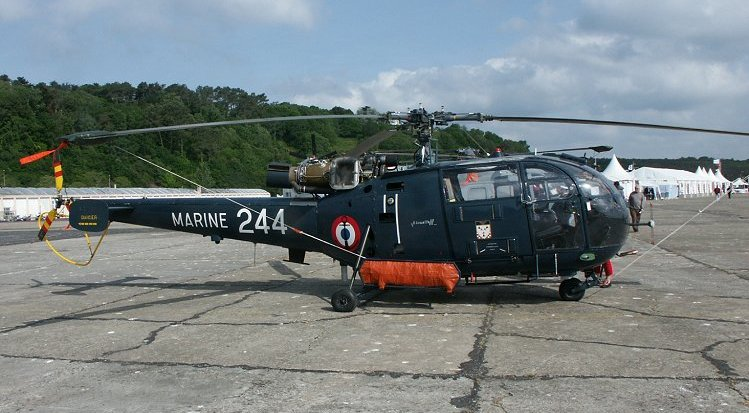
Alouette III in Lanvéoc, 2004

Im Jahr 1964 wurde Lanvéoc erstmals Heimatstützpunkt von Hubschraubern der Typen Alouette II und Alouette III, deren Anfangsaufgabe der Schutz der in Brest stationierten Flugzeugträger war, sie wurden von der Flottille 32F und Escadrille 22S geflogen. Die Schulstaffel 50S wurde im gleichen Jahr aufgelöst. Zusätzlich lag hier ab 1974 eine U-Jagd-Staffel, die Flottille 34F, die anfangs noch mit Alouette III und später mit Sea Lynx HAS.2(FN)/HAS.4(FN) ausgerüstet war.
In den folgenden Jahrzehnten kam es immer wieder zu Umorganisationen der fliegenden Einheiten, wobei auch der vorhandene Flugzeugpark Veränderungen unterworfen war. Zwischenzeitlich flogen hier Dauphin, Panther und Super Frelon und die ersten Cougar und Caiman trafen 2010 in der Bretagne ein.
Bis 2018 waren die Piloten bei der Escadrille 22S auf der Alouette III ausgebildet worden. Danach erfolgte die Schulung auf Dauphin.
Die letzten französischen Lynx, die zuletzt nur noch von der Flottille 34F betrieben wurden, wurden Anfang September 2020 außer Dienst gestellt. Die dabei deaktivierte Flottille 34F ihrerseits wurde durch Umbenennung der Escadrille 22S in Flottille 34F im Januar 2021 reaktiviert. Zwei Jahre später wurden im Dezember 2022 auch die letzten Alouette III, die zuletzt nur noch von eben dieser Flottille 34F betrieben wurden, nach 60 Jahren im Dienst der französischen Marine außer Dienst gestellt.
Die erste geleaste H160B traf Anfang 2023 auf der Basis ein und die Flottille 32F wurde im folgenden Sommer offiziell reaktiviert.

## Heutige Nutzung

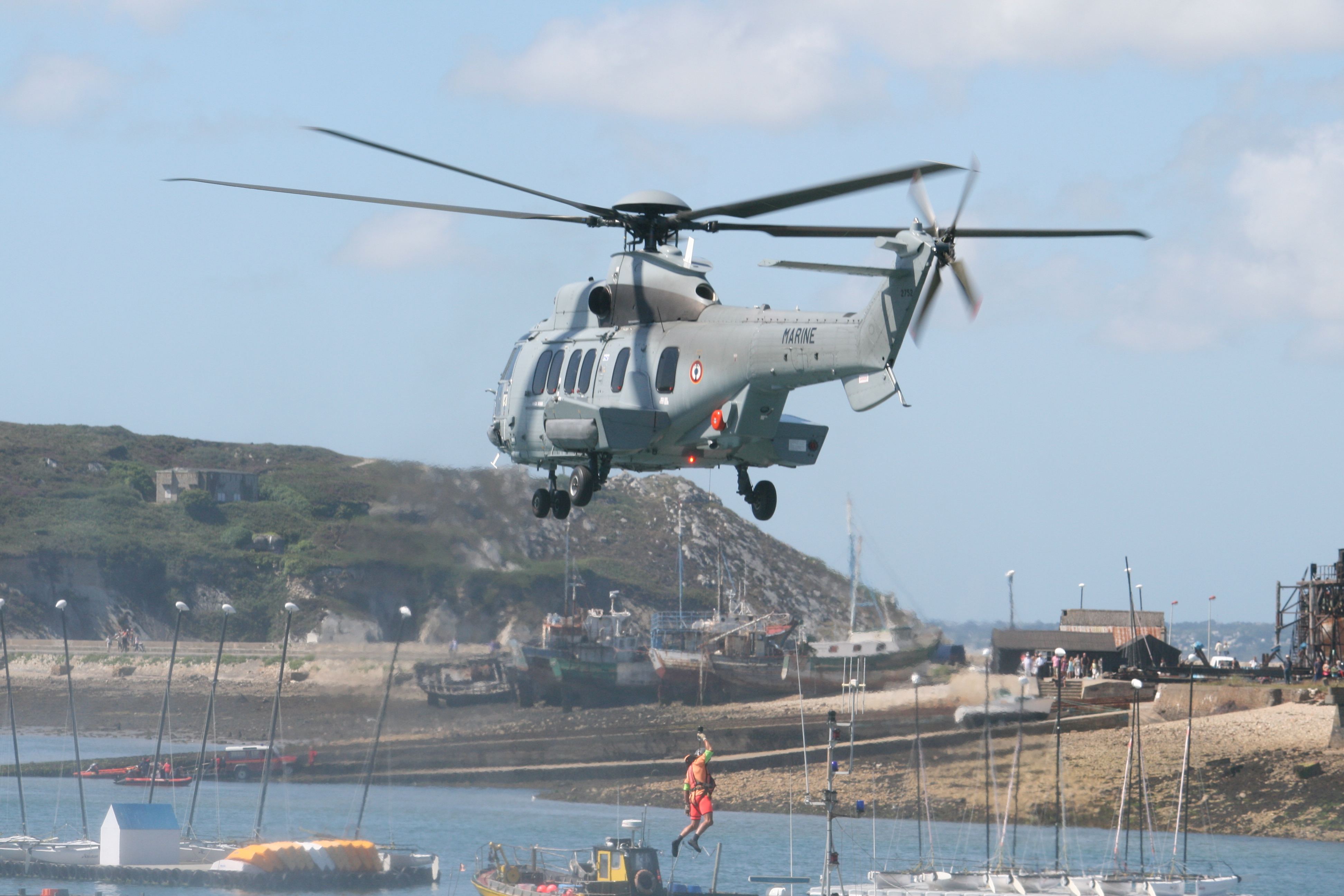
EC225 im nahegelegenen Camaret-sur-Mer, 2010

Die Aéronavale nutzt die Basis zurzeit (2023) wie folgt:
- Flottille 32F, eine Staffel geleaster Hubschrauber H160B (seit 2023) mit einer Außenstelle für den SAR-Dienst in Cherbourg (seit 2023)[7]
- Flottille 33F, eine Staffel Mehrzweck-Bordhubschrauber Caiman (seit 2011)
- Flottille 34F, die  "Ecole de Spécialisation sur Hélicoptères Embarqués, ausgerüstet mit Schulungshelikopter Eurocopter SA.365N "Dauphin" (seit 2021)
- Escadrille 50S, eine Staffel Schulflugzeuge Mudry CAP 10 und Morane-Saulnier Rallye

Hinzu kommen einige nicht-fliegende Verbände.